# Dryasmeerkat
De dryasmeerkat (Chlorocebus dryas) is een soort van het geslacht groene meerkatten (Chlorocebus). De wetenschappelijke naam van de soort werd voor het eerst geldig gepubliceerd door Ernst Schwarz in 1932. De soort werd oorspronkelijk tot het geslacht van de echte meerkatten (Cercopithecus) gerekend, maar bleek nauwer verwant aan de groene meerkatten.

## Voorkomen
De soort komt voor in Congo-Kinshasa, meer bepaald in het Nationaal park Lomami.

## Bedreiging
In 2019 werd de soort teruggezet van de categorie kritiek naar de categorie bedreigd op de Rode Lijst van de IUCN, naar aanleiding van de vondst van nieuwe populaties in het Nationaal park Lomami.